# Liste der Biografien/Burj
Liste der Biografien |
Portal Biografien |
Personensuche
# |
A |
B |
C |
D |
E |
F |
G |
H |
I |
J |
K |
L |
M |
N |
O |
P |
Q |
R |
S |
T |
U |
V |
W |
X |
Y |
Z |
?
 
Ba |
Be |
Bd |
Bg |
Bh |
Bi |
Bj |
Bl |
Bm |
Bn |
Bo |
Br |
Bs |
Bu |
Bw |
By |
Bz
 
Bua |
Bub |
Buc |
Bud |
Bue |
Buf |
Bug |
Buh |
Bui |
Buj |
Buk |
Bul |
Bum |
Bun |
Buo |
Buq |
Bur |
Bus |
But–Buz
 
Bura |
Burb |
Burc |
Burd |
Bure |
Burf |
Burg |
Burh |
Buri |
Burj |
Burk |
Burl |
Burm |
Burn |
Buro |
Burp |
Burq |
Burr |
Burs |
Burt |
Buru |
Burv |
Burw |
Burx |
Bury |
Burz
Die Liste der Biografien führt alle Personen auf, die in der deutschsprachigen Wikipedia einen Artikel haben. Dieses ist eine Teilliste mit 13 Einträgen von Personen, deren Namen mit den Buchstaben „Burj“ beginnt.

## Burj

### Burja
- Burja, Abel (1752–1816), deutscher Mathematiker
- Burjak, Leonid (* 1953), sowjetisch-ukrainischer Fußballspieler
- Burjak, Marija (* 2001), ukrainische Leichtathletin
- Burjak, Olena (* 1988), ukrainische Ruderin
- Burjak, Soja Jurjewna (* 1966), russische Schauspielerin
- Burjakina, Olga Walentinowna (* 1958), russische Basketballspielerin
- Burjam, Alfred (1847–1907), deutscher Kirchenmusiker
- Burjam, Johann Daniel Zacharias (1802–1879), deutscher Violinist und Kirchenmusiker
- Burján, Csaba (* 1994), ungarischer Shorttracker
- Burjan, Hildegard (1883–1933), österreichische Sozialpolitikerin (CS), Landtagsabgeordnete, Abgeordnete zum Nationalrat und OrdensgründerinHildegard Burjan (1883–1933)

Hildegard Burjan (1883–1933)

- Burjan, Jozsef (1935–2017), ungarischer Fußballspieler
- Burjaq, Tamer, britisch-jordanischer Schauspieler und Stuntman
- Burjatschok, Iryna (* 1986), ukrainische Tennisspielerin